# ۷-متیل‌گوانوزین
۷-متیل‌گوانوزین (به انگلیسی: 7-Methylguanosine) یک ترکیب شیمیایی با شناسه پاب‌کم ۴۴۵۴۰۴ است. 